# Cepivo proti covidu-19
Cepivo proti covidu-19 (protikovidno cepivo) je cepivo, namenjeno zagotavljanju pridobljene imunosti proti SARS-CoV-2, virusu, ki povzroča koronavirusno bolezen 2019 (covid-19). Pred pandemijo covida-19 je obstajalo ustaljeno znanje o strukturi in delovanju koronavirusov, ki povzročajo bolezni, kot sta hudi akutni respiratorni sindrom (SARS) in bližnjevzhodni respiratorni sindrom (MERS), kar je v začetku leta 2020 omogočilo pospešen razvoj različnih tehnologij cepljenja. Dne 10. januarja 2020 so bili podatki o genetskem zaporedju virusa SARS-CoV-2 posredovani prek GISAID, do 19. marca pa je svetovna farmacevtska industrija napovedala pomembno zavezo k obvladovanju covida-19.
V poskusih III. faze je več cepiv proti covidu-19 pokazalo kar 95-odstotno učinkovitost pri preprečevanju simptomatskih okužb s covidom-19. Od aprila 2021 je vsaj en nacionalni regulatorni organ za javno uporabo odobril 16 cepiv: dve RNK-cepivi (Pfizer-BioNTech in Moderna), sedem konvencionalnih inaktiviranih cepiv (BBIBP-CorV, CoronaVac, Covaxin, WIBP-CorV, CoviVac, Minhai-Kangtai in QazVac), pet virusnih vektorskih cepiv (Sputnik Light, Sputnik V, Oxford-AstraZeneca, Convidecia in Janssen) in dve cepivi z beljakovinskimi podenotami (EpiVacCorona in RBD-Dimer). Skupaj je od marca 2021 v različnih fazah razvoja 308 kandidatov za cepiva, od tega je 73 v kliničnih raziskavah, vključno s 24 v preskušanju I. faze, 33 v preskušanju I.–II. faze in 16 v razvoju III. faze.
Številne države so uvedle načrte postopnega razdeljevanja, ki dajejo prednost tistim z največjim tveganjem za zaplete, kot so starejši, in tistim z velikim tveganjem izpostavljenosti in prenosa, kot so zdravstveni delavci. Razmišlja se o vmesni uporabi enega odmerka, da bi cepljenje zajelo čim več ljudi, dokler se razpoložljivost cepiva ne izboljša.
Na podlagi uradnih poročil nacionalnih zdravstvenih agencij je bilo do 22. maja 2021 po vsem svetu uporabljenih 1,65 milijarde odmerkov cepiv proti covidu-19. Družba AstraZeneca predvideva, da bo leta 2021 proizvedla 3 milijarde odmerkov, družba Pfizer-BioNTech 1,3 milijarde odmerkov, družbe Sputnik V, Sinopharm, Sinovac in Janssen (v ZDA: Johnson & Johnson) pa po 1 milijardo odmerkov. Družba Moderna namerava leta 2021 proizvesti 600 milijonov odmerkov, družba Convidecia pa 500 milijonov odmerkov. Do decembra 2020 so države vnaprej naročile več kot deset milijard odmerkov cepiva, pri čemer so približno polovico odmerkov kupile države z visokimi dohodki, ki zajemajo 14 % svetovnega prebivalstva.

## Ozadje
Do razvoja cepiv proti covidu 19 ni bilo poznano učinkovito cepivo proti nobeni bolezni, ki jo povzročajo koronavirusi. Običajno traja razvoj novega cepiva od zasnove do kliničnih preskušanj in naposled pridobitve dovoljenja za promet vsaj desetletje. Eden od omejujočih dejavnikov razvoja so tudi veliki stroški raziskav. Pandemija covida 19 je zaradi svojih uničujočih posledic močno pospešila razvoj cepiva, zlasti ker so ga financirale države in same prevzele finančna tveganja. Ob tem pa ostajajo vsa pravila za pridobitev dovoljenj cepiv enaka. Potreba po čimprejšnji dostopnosti cepiva je povzročila tudi pojav novih platform za cepiva, ob sicer splošno uveljavljenih cepiv na osnovi oslabljenega ali inaktiviranega virusa in virusnih komponent. Tako so se pojavila vektorska cepiva in cepiva na osnovi RNK.
Prvo cepivo, ki so ga nekatere zahodne agencije za zdravila dovolile za uporabo v izjemnih razmerah, ter prvo odobreno cepivo s strani teh agencij je postalo RNK-cepivo, ki ga je razvilo podjetje BioNTech v sodelovanju s Pfizerjem. Evropska agencija ga je odobrila decembra 2020, torej v manj kot enem letu od izbruha pandemije.

## Vrste cepiv
Cepiva, ki so jih razvili oziroma jih razvijajo proti covidu 19, lahko razvrstimo v več vrst, glede na uporabljeno tehnologijo oziroma tako imenovano platformo. Večina tehnologij temelji na konični beljakovini virusa SARS-CoV-2 kot na temeljnem antigenu.
Platforme za razvoj protikovidnih cepiv zajemajo tehnologije na osnovi nukleinskih kislin (RNK in DNK), nereplicirajočih virusnih vektorjev, peptidov ali rekombinantnih beljakovin, živih oslabljenih virusov in inaktiviranih virusov.
Več tehnologij za pripravo cepiv, ki so jih razvili z namenom proizvedbe cepiva proti covidu 19, se razlikuje od tehnologij za že poznana cepiva, denimo proti gripi; gre za »naprednejšo generacijo« cepiv, zasnovanih na strategijah tarčnega delovanja na mehanizem okužbe. Več sinteznih cepiv vključuje mutacijo 2P v konični beljakovini, s čimer se beljakovino »zaklene« v njeni prefuzijski konfiguraciji; s tem se izzove imunski odziv proti virusu, še preden se ta pričvrsti na človeško celico. Nove tehnologije razvoja cepiv bi lahko omogočila tudi lažjo prilagajanje cepiv antigenskim mutacijam ter zagotavljala dobro učinkovitost tudi pri podskupinah ljudi, kot so zdravstveni delavci, starostniki, otroci, nosečnice in bolniki z oslabelim imunskim sistemom.

### RNK-cepiva
RNK-cepivo vsebuje RNK, ki po vnosu v telo deluje kot sporočilna RNK (mRNK) in na osnovi katere se v telesnih celicah tvori tuja beljakovina, ki sproži pridobljeni imunski odziv. Pogosto gre za mRNK s spremenjenimi nukleozidi. Molekule RNK so vgrajene v lipidne nanodelce – v njih je RNK zaščitena, hkrati pa se lažje absorbira v celice.
Gre za vrsto cepiv, ki je prva prejela dovoljenja za uporabo v Evropski uniji, Veliki Britaniji in ZDA. Junija 2021 sta bili v Evropski uniji odobreni dve protikovidni RNK-cepivi:  tozinameran (podjetij Pfizer in BioNTech) in cepivo proti COVID-19 Moderna. 

### Vektorska cepiva
Med vektorska cepiva spadajo cepiva na osnovi nereplicirajočih virusov; pri razvoja cepiva uporabijo adenovirusno ovojnico, ki vsebuje DNK z zapisom za beljakovino virusa SARS-CoV-2. Cepiva proti covidu 19 na osnovi virusnih vektorjev se ne razmnožujejo, torej ne proizvajajo novih virusnih delcev. V telesu povzročijo le proizvodnjo antigena, za katerega zapis nosi DNK v cepivu in ki sproži imunski odziv.
Odobrena (a ne vsa v EU) vektorska cepiva so cepivo proti COVID-19 AstraZeneca, Sputnik V, Convidecia in cepivo proti COVID-19 Janssen.
Pri cepljenju s cepivom Convidecia in cepivom proti COVID-19 Janssen zadošča en odmerek, kar poenostavi logistični vidik cepljenja. Prav tako se lahko več mesecev shranjujeta v običajnih hladilnikih.
Cepivo Sputnik V je sestavljeno iz dveh adenovirusnih vektorjev; pri prvem odmerku se uporabi adenovirus 26 (Ad26), ki je enak kot pri cepivu podjetja Janssen, cepivo v drugem odmerku pa vsebuje adenovirus 5 (Ad5), ki ga vsebuje tudi cepivo Convidecia.

### Mrtva (inaktivirana) cepiva
Mrtva (inaktivirana) cepiva sestavljajo virusni delci, vzgojeni v kulturi in nato inaktivirani s postopkom, kot sta segrevanje ali izpostavitev formaldehidu. S tem virusni delci izgubijo sposobnost razmnoževanja, izzovejo pa imunski odgovor.
Primeri odobrenih mrtvih protikovidnih cepiv so kitajski CoronaVac, BBIBP-CorV in WIBP-CorV, indijski Covaxin ter ruski CoviVac. V kliničnem preskušanju je cepivo proti COVID-19 Valneva.

### Komponentna cepiva
Komponentna cepiva vsebujejo enega ali več povzročiteljevih antigenov, ne pa celotnega patogenega delca. Antigene pogosto predstavljajo povzročiteljeve beljakovinske podenote, lahko pa tudi kakšno drugo sestavino patogena.
Komponentna cepiva so bila poznana že pred obdobjem covida 19 (na primer proti HPV in virusu influence). Aprila 2021 sta bili odobreni prvi protikovidni komponentni cepivi, in sicer peptidno cepivo EpiVacCorona v Rusiji in ZF2001 (RBD-Dimer) na Kitajskem. V razvoju oziroma postopkih odobritve je v svetu več komponentnih cepiv, na primer Novavaxovo cepivo in cepivo podjetij Sanofi in GSK.
Rekombinantna proteinska cepiva proti covidu 19 vsebujejo konično beljakovino (protein S) ali njegove posamezne domene in tako izzovejo tvorbo protiteles, ki se ob okužbi vežejo na omenjeno beljakovino in preprečijo vezavo virusa na gostiteljev receptor ACE2.

### Druge vrste cepiv
V razvoju so tudi cepiva, ki uporabljajo še druge tehnologije, in sicer cepiva z virusom podobnimi delci, cepiva na osnovi DNK-plazmidov, lentivirusna vektorska cepiva,
Shenzhen Genoimmune Medical Institute konjugirana cepiva (pri katerih je antigen povezan oziroma konjugiran s proteinom) in cepivo na osnovi virusa vezikuloznega stomatitisa, ki izraža konično beljakovino SARS‑CoV‑2.
Razvijajo in preučujejo tudi oralna in intranazalna cepiva (za uporabo v ustih oziroma nosni votlini).
Raziskovalci so tudi preučevali morebiten učinek drugih, nekovidnih cepiv na aktivacijo imunskega sistema in posledično ublažitev okužbe s covidom 19. Poskusi kažejo, da lahko cepivo BCG (proti tuberkulozi) nesprecifično poveča imunski odgovor, vendar ni dokazov, da bi bilo učinkovito proti covidu 19.

## Učinkovitost
Učinkovitost cepiva (angl. vaccine efficacy) pomeni, kakšno je tveganje v nadzorovanem kliničnem preskušanju, da cepljena oseba zboli v primerjavi z necepljenimi posamezniki. 0-odstotna učinkovitost pomeni, da cepivo ne deluje (tveganje je enako kot pri placebu), 50-odstotna učinkovitost pa na primer pomeni, da je v skupini cepljenih posameznikov za pol manj okužb kot v skupini necepljenih (oziroma tistih, ki so prejeli placebo). 
Podatkov o učinkovitosti ni možno kar neposredno primerjati, ker različna klinična preskušanja vključujejo posameznike z različnimi značilnostmi in z različnih zemljepisnih območij (kjer so lahko tudi različni sevi virusa). V primeru covida 19 velja ocena, da lahko cepivo z vsaj 67-odstotno učinkovitostjo pomaga upočasniti pandemijo  – s predpostavko, da cepivo zagotavlja sterilizirajočo imunost in s tej prepreči širjenje okužbe (podatek o preprečevanju simptomne okužbe ni dober pokazatelj preprečevanja širjenja okužbe, saj lahko bolezen širijo tudi brezsimptomni posamezniki). Evropska agencija za zdravila (EMA) in ameriški Urad za hrano in zdravila (FDA) sta opredelila zahtevano učinkovitost za pridobitev dovoljenja za promet pri vsaj 50 %.
Upoštevajoč realistično 75-odstotno precepljenost in podatke o osnovnem reprodukcijskem številu se pričakuje, da bi moralo cepivo izkazovati vsaj 70-odstotno učinkovitost, da bi se lahko preprečilo epidemično širjenje okužbe, ter 80-odstotno učinkovitost za popolno zaustavitev širjenja brez potrebe po dodatnih ukrepih, kot je vzdrževanje medosebne razdalje.
Odobrena cepiva izkazujejo naslednjo učinkovitost:
| Cepivo             | Učinkovitost glede na hudost bolezni | Učinkovitost glede na hudost bolezni | Učinkovitost glede na hudost bolezni | Območje preskušanja | Reference            |
| Cepivo             | Blaga do zmerna                      | Huda brez hospitalizacije ali smrti  | Huda s hospitalizacijo ali smrtjo    | Območje preskušanja | Reference            |
| ------------------ | ------------------------------------ | ------------------------------------ | ------------------------------------ | ------------------- | -------------------- |
| Oxford–AstraZeneca | ≈ 81 % (60–91 %)                     | ≈ 100 % (97,5-% IZ, 72–100 %)        | ≈ 100 %                              | mednarodno          | [ 79 ]               |
| Oxford–AstraZeneca | ≈ 76 % (68–82 %)                     | ≈ 100 %                              | ≈ 100 %                              | ZDA                 | [ 80 ]               |
| Pfizer–BioNTech    | ≈ 95 % (90–98 %)                     | Ni podatka                           | Ni podatka                           | mednarodno          | [ 81 ]               |
| Sputnik V          | ≈ 92 % (86–95 %)                     | ≈ 100 % (94–100 %)                   | ≈ 100 %                              | Rusija              | [ 82 ]               |
| BBIBP-CorV         | ≈ 78 % (65–86 %)                     | ≈ 100 %                              | ≈ 100 %                              | mednarodno          | [ 83 ]               |
| Moderna            | ≈ 94 % (89–97 %)                     | ≈ 100 %                              | ≈ 100 %                              | ZDA                 | [ 84 ]               |
| Janssen            | ≈ 66 % (55–75 %)                     | ≈ 85 % (54–97 %)                     | ≈ 100 %                              | mednarodno          | [ 85 ]               |
| Janssen            | ≈ 72 % (58–82 %)                     | ≈ 86 % (−9 do 100 %)                 | ≈ 100 %                              | ZDA                 | [ 85 ]               |
| Janssen            | ≈ 68 % (49–81 %)                     | ≈ 88 % (8–100 %)                     | ≈ 100 %                              | Brazilija           | [ 85 ]               |
| Janssen            | ≈ 64 % (41–79 %)                     | ≈ 82 % (46–95 %)                     | ≈ 100 %                              | Južna Afrika        | [ 85 ]               |
| CoronaVac          | ≈ 51 %                               | ≈ 84 % (58–94 %)                     | ≈ 100 % (56–100 %)                   | Brazilija           | [ 87 ] [ 88 ] [ 89 ] |
| CoronaVac          | ≈ 84 %                               | ≈ 100 %                              | ≈ 100 %                              | Turčija             | [ 89 ]               |
| Covaxin            | ≈ 78 % (61–88 %)                     | ≈ 100 %                              | ≈ 100 %                              | Indija              | (nezanesljiv vir)    |
| Sputnik Light      | ≈ 79 %                               | Ni podatka                           | Ni podatka                           | Rusija              | (nezanesljiv vir)    |
| Convidecia         | ≈ 66 %                               | ≈ 91 %                               | Ni podatka                           | mednarodno          | }}(nezanesljiv vir)  |
| Novavax            | ≈ 89 % (75–95 %)                     | ≈ 100 %                              | ≈ 100 %                              | Združeno kraljestvo | [ 94 ] [ 95 ]        |
| Novavax            | ≈ 60 % (20–80 %)                     | ≈ 100 %                              | ≈ 100 %                              | Južna Afrika        | [ 94 ] [ 95 ]        |

1. ↑  Blagi simptomi: vročina, suh kašelj, utrujenost, bolečina v mišicah, bolečina v sklepih, boleče žrelo, driska, slabost, bruhanje, glavobol, izguba voha, izguba okusa, zamašen nos, izcedek iz nosu, vnetje veznice, izpuščaj, mrzlica, omotica. Zmerni simptomi: blažja pljučnica.
2. ↑  Hudi simptomi brez hospitalizacije ali smrtnega izida pri posamezniku zajemajo naslednje hude respiratorne simptome, izražene med mirovanjem in ki so se pojavili kadarkoli med opazovanjem bolnika (poleg prisotne pljučnice, globoke venske tromboze, dispneje, hipoksije, vztrajne bolečine v prsih, anoreksije, zmedenosti ali vročine nad 37 °C, ki pa niso bili dovolj vztrajni oziroma hudi, da bi povzročili hospitalizacijo ali smrt): frekvenca dihanja ≥ 30 vdihov/minuto, srčni utrip ≥ 125 utripov/minuto, saturacija s kisikom (SpO2) ≤ 93 % ob dihanju sobnega zraka (morska višina), razmerje med delnim tlakom kisika v arterijski krvi in deležem vdihanega kisika (PaO2/FiO2) < 300 mmHg.
3. ↑  Hudi simptomi, ki so vzrok hospitalizacije ali smrti, so tisti, ki zahtevajo bolnišnično zdravljenje ali povzročijo smrt: dispneja, hipoksija, vztrajna bolečina v prsih, anoreksija, zmedenost, vročina nad 38 °C (100 °F), dihalna odpoved, odpoved ledvic, večorganska odpoved, sepsa, šok.
4. ↑  Dvanajst tednov ali več med obema odmerkoma. Pri razmiku, krajšem od šest tednov, so poročali o naslednji učinkovitosti: ≈ 55 % (33–70 %).
5. ↑  Štiritedenski razmik med obema odmerkoma. Učinkovitost se nanaša na preprečevanje simptomne oblike covida 19.
6. ↑  Blage/zmerne kovidne simptome so v preskušanjih cepiva podjetij Pfizer–BioNTech upoštevali pri podatkih za cepljene osebe le, če so se pojavili najmanj sedem dni po drugem odmerku, ob pozitivnem rtPCR-testu ter ob prisotnosti vsaj enega od naslednjih simptomov: vročina, pojav ali poslabšanje kašlja, pojav ali poslabšanje zadihanosti, mrzlica, pojav ali poslabšanje bolečine v mišicah, izguba voha ali okusa, boleče žrelo, driska ali bruhanje.[81]
7. 1 2 3 4 5 6  V raziskavi niso poročali o nobenem primeru.
8. ↑  Blage/zmerne kovidne simptome so v preskušanjih cepiva podjetja Moderna upoštevali pri podatkih za cepljene osebe le, če so se pojavili najmanj 14 dni po drugem odmerku, ob pozitivnem rtPCR-testu ter ob prisotnosti vsaj dveh sistemskih simptomov (vročina nad 38 °C, mrzlica, bolečina v mišicah, glavobol, boleče žrelo, pojav prej neprisotne motnje okušanja ali vohanja) ali enega respiratornega simptoma (kašelj, zadihanost ali oteženo dihanje, klinični ali rentgenski dokaz pljučnice).[84]
9. 1 2  Hudi kovidni simptomi, opredeljeni v kliničnem preskušanju cepiva podjetja Moderna, so zajemali simptome, ki so ustrezali merilom za blage/zmerne simptome ter dodatno še kateremukoli od naslednjih kriterijev: klinični znaki, ki so kazali na hudo sistemsko bolezen, frekvenca dihanja ≥ 30 na minuto, srčna frekvenca ≥ 125 utripov na minuto, SpO2 ≤ 93 % na sobnem zraku (na morski višini) ali PaO2/FiO2 < 300 mm Hg, respiratorna odpoved ali sindrom akutne dihalne stiske (opredeljen s potrebo po oskrbi z visokopretočnim kisikom, neinvazivnem ali mehaničnem predihavanju ali zunajtelesni membranski oksigenaciji), dokazan šok (sistolični krvni tlak < 90 mmHg, diastolični krvni tlak <60 mmHg ali potreba po vazopresorju), pomembna akutna ledvična, jetrna ali nevrološka disfunkcija, namestitev v enoti intenzivne medicine ali smrt. V raziskavah niso poročali o primerih hudih simptomov pri cepljenih posameznikih, v skupini prejemnikov placeba pa je bilo 30 takih primerov (incidenčna stopnja 9,1 na 1000 človek-let).[84]
10. 1 2 3 4  Primeri zmerno hude bolezni.
11. 1 2 3 4 5 6 7 8 9 10 11 12  Podatki o učinkovisti vsaj 28 dni po edinem odmerku cepiva Janssen. Podatki o učinkovitosti 14 dni po prejetju odmerka cepiva so nižji.[85]
12. 1 2 3 4  V preskušanjih na 19.630 cepljenih posameznikih 28 dni po cepljenju niso poročali o nobenem primeru hospitalizacije ali smrti, v primerjavi s 16 primerih hospitalizacije (incidenčna stopnja 5,2 na 1000 človek-let)[85] in sedmimi primeri smrti, povezanimi s covidom, pri 19.691 posameznikih, ki so prejeli placebo.[86]
13. 1 2 3 4 5 6 7 8  Ti podatki iz preskušaj III. faze niso bili objavljeni ali strokovno pregledani.

### Klinična uspešnost
Klinična uspešnost cepiva pomeni, v kakšnem obsegu cepivo prepreči okužbo, simptome, hospitalizacijo ali smrt zaradi covida 19 v študijah realnih kohort (torej v realnem kliničnem okolju, ne v nadzorovanih preskušanjih, v katerih so razmere optimalne).
| Cepivo             | Uspešnost glede na hudost bolezni | Uspešnost glede na hudost bolezni | Uspešnost glede na hudost bolezni | Uspešnost glede na hudost bolezni | Območje preskušanja | Reference       |
| Cepivo             | Brezsimptomna                     | Simptomna                         | Hospitalizacija                   | Smrt                              | Območje preskušanja | Reference       |
| ------------------ | --------------------------------- | --------------------------------- | --------------------------------- | --------------------------------- | ------------------- | --------------- |
| Oxford–AstraZeneca | Ni podatka                        | ≈ 89 % (78–94 %)                  | Ni podatka                        | Ni podatka                        | Anglija             | [ 97 ]          |
| Pfizer–BioNTech    | ≈ 85 % (74–96 %)                  | ≈ 85 % (74–96 %)                  | Ni podatka                        | Ni podatka                        | Anglija             | [ 98 ]          |
| Pfizer–BioNTech    | ≈ 90 % (68–97 %)                  | ≈ 90 % (68–97 %)                  | Ni podatka                        | ≈ 100 %                           | ZDA                 | [ 99 ]          |
| Pfizer–BioNTech    | ≈ 92 % (88–95 %)                  | ≈ 94 % (87–98 %)                  | ≈ 87 % (55–100 %)                 | ≈ 97 %                            | Izrael              | [ 100 ] [ 101 ] |
| Sputnik V          | Ni podatka                        | ≈ 98 %                            | Ni podatka                        | Ni podatka                        | Rusija              | [ 102 ] [ 103 ] |
| Moderna            | ≈ 90 % (68–97%)                   | ≈ 90 % (68–97%)                   | Ni podatka                        | ≈ 100 %                           | ZDA                 | [ 99 ]          |
| CoronaVac          | Ni podatka                        | ≈ 65 %                            | ≈ 87 %                            | ≈ 86 %                            | Čile                | [ 104 ] [ 105 ] |
| CoronaVac          | Ni podatka                        | ≈ 94 %                            | ≈ 96 %                            | ≈ 98 %                            | Indonezija          | [ 106 ] [ 107 ] |
| CoronaVac          | ≈ 63 % (61,5–64,5 %)              | ≈ 63 % (61,5–64,5 %)              | ≈ 93,3 % (92,2–94,4 %)            | ≈ 95,25 % (95,2–95,3 %)           | Urugvaj             | [ 108 ]         |
| CoronaVac          | ≈ 80 %                            | ≈ 80 %                            | ≈ 86 %                            | ≈ 95 %                            | Brazilija           | [ 109 ] [ 110 ] |

1. 1 2  V raziskavi niso poročali o nobenem primeru.